# Blowjob
El Blowjob (en inglés /ˈbloʊˈdʒɒb/, t. vulgar para «felación»), también conocido en castellano como Mamada, es un chupito por capas de origen estadounidense compuesto de crema de whisky tipo Bailey's, Amaretto, licor de café tipo Kahlúa o Tía María y nata montada, y que generalmente se sirve como chupito.
Al tragarlo, suelen quedar restos de nata en las comisuras de los labios, de ahí su nombre. La denominación tiene connotaciones humorísticas y es motivo de risa; Generalmente el cliente pide "Can I have a blowjob, please?" («¿me puede dar una mamada por favor?»). Luego, además, tiene una técnica particular de tomarse; con los brazos por detrás de la espalda, se agarra el vaso con la boca y se traga.

## Historia
Se desconoce el origen concreto de este chupito, pero se sabe que nació en el período comprendido entre finales de los años 80 y mediados de los 90 en el contexto de las despedidas de soltero/a en los Estados Unidos.

## Composición

### Ingredientes
- 20 ml de crema de whisky
- 10 ml de Amaretto
- 10 ml de licor de café
- Topping de nata montada

### Preparación
En un caballito, vierta primero el Amaretto y el licor de café para que se mezclen. Con sumo cuidado, se vierte luego la crema irlandesa, la cual deberá flotar y no mezclarse con la capa inferior, si se realiza bien. Finalmente se le agrega un poco de nata montada como cobertura.

## Descripción
Ya que las bebidas tienen diferentes densidades relativas, se puede crear un chupito por capas: la primera capa de color ámbar compuesta por el Amaretto y el licor de café mezclados; la capa intermedia posee la textura cremosa y el color marrón dorado de la crema irlandesa; la última capa es la nata montada. El chupito a menudo se consume manteniendo las manos detrás de la espalda, tomándolo con la boca e inclinando la cabeza hacia atrás. Otra modalidad es que el vaso de chupito cuelgue del cinturón de un individuo (generalmente un hombre) y se simula la posición de la felación.

## Variantes
Ni el IBA ni ninguna asociación de bartending profesional reconoce este cóctel. La receta más antigua (1987) ya contiene el Amaretto. Este ingrediente a menudo se omite, aunque técnicamente se trata de una variante diferente al Blowjob, llamada Blow-mud. Todas las variantes del Blowjob son:
- Blow-mud («salpica-lodo»): la variante más común, en la que se omite el Amaretto.
- Mexican Blowjob («mamada mexicana») o Mamada: se reemplaza el licor de café por tequila.[8]
- Italian Blowjob («mamada italiana») o Pompino: se omite el licor de café.
- Chocolate Blowjob («mamada de chocolate»): es el mismo cóctel pero se usa un vaso caballito hecho de chocolate comestible en vez de vidrio.[9]
- Strawberry Blowjob («mamada de fresa»): en vez de Amaretto, se le agrega granadina, y se puede decorar con un trozo de fresa junto con la nata.[10]